# Vladimir Ivanovich Vernadsky
Vladimir Ivanovich Vernadsky (tiếng Nga: Влади́мир Ива́нович Верна́дский; tiếng Ukraina: Володи́мир Іва́нович Верна́дський; 12 tháng 3 năm 1863  - 6 tháng 1 năm 1945) là một nhà khoáng vật học và địa hóa học người Nga  và Liên Xô. Ông được coi là một trong những người sáng lập địa hóa học, sinh địa hóa học, và định tuổi bằng đồng vị phóng xạ.  Ông cũng được biết đến như là người sáng lập Viện hàn lâm Khoa học Ucraina  (nay là Viện Hàn lâm Khoa học Quốc gia Ukraina). Ông được chú ý nhất trong cuốn sách năm 1926 The Biosphere trong đó ông vô tình phổ biến thuật ngữ sinh quyển năm 1885 của Eduard Suess, bằng cách đưa ra giả thuyết rằng sự sống là lực lượng địa chất định hình Trái Đất. Năm 1943, ông được trao giải thưởng Stalin.

## Tiểu sử
Vernadsky sinh ra ở Saint Petersburg, Đế quốc Nga, vào ngày 12 March [lịch cũ 28 February] năm 1863        trong gia đình của nhà kinh tế học người Nga gốc Ukraine Ivan Vernadsky (cư dân Kiev bản địa) và giảng viên âm nhạc Hanna Konstantynovych. Theo truyền thuyết gia đình, cha của ông là hậu duệ của người Cossak Zaporozhian. Ông từng là giáo sư kinh tế chính trị ở Kiev trước khi chuyển đến Saint Petersburg. Mẹ anh là một phụ nữ quý tộc Nga gốc Ukraine. Vernadsky tốt nghiệp Đại học bang Saint Petersburg năm 1885. Khi vị trí nhà khoáng vật học tại Đại học bang Saint Petersburg bị bỏ trống, và Vasily Dokuchaev, một nhà khoa học về đất, và Alexey Pavlov, một nhà địa chất, đã dạy Mineralogy một thời gian, Vernadsky đã chọn vào Mineralogy. Ông viết thư cho vợ Natasha vào ngày 20 tháng 6 năm 1888 từ Thụy Sĩ:
... Để thu thập các sự kiện vì lợi ích của riêng họ, như nhiều người hiện đang thu thập các sự kiện, không có chương trình, không có câu hỏi để trả lời hoặc mục đích, không thú vị. Tuy nhiên, có một nhiệm vụ một ngày nào đó những phản ứng hóa học diễn ra tại nhiều điểm khác nhau trên Trái Đất; những phản ứng này diễn ra theo các định luật mà chúng ta biết, nhưng chúng ta được phép nghĩ rằng, gắn chặt với những thay đổi chung mà Trái Đất đã trải qua Trái Đất với các định luật chung của cơ học thiên thể. Tôi tin rằng vẫn còn ẩn giấu ở đây để khám phá thêm khi người ta xem xét sự phức tạp của các nguyên tố hóa học và tính thường xuyên của sự xuất hiện của chúng trong các nhóm...